# District de Hooghly
Le district de Hooghly (bengali : হুগলী জেলা) est un district de l’État indien du Bengale-Occidental.

## Géographie
Le district a une population de 5 520 389 habitants en 2011 pour une superficie de 3 149 km2.